# Lin Junhong
Lin Junhong (chinesisch 林俊紅 / 林俊红, Pinyin Lín Jùnhóng; * 9. Dezember 1990 in der Provinz Heilongjiang) ist eine ehemalige chinesische Bahnradsportlerin, die auf die Kurzzeitdisziplinen spezialisiert war.

## Sportliche Laufbahn
Seit 2009 ist Lin Junhong international im Bahnradsport aktiv. 2010 errang sie bei den Asienspielen jeweils die Silbermedaille in dieser Disziplin sowie bei den Bahn-Weltmeisterschaften im Teamsprint mit Gong Jinjie. Bis 2016 wurde sie sechsmal Asienmeisterin in verschiedenen Disziplinen.
Bei den UCI-Bahn-Weltmeisterschaften 2016 in London wurde Lin Junhong Vize-Weltmeisterin im Sprint, hinter ihrer Landsmännin Zhong Tianshi, die damit als erste Chinesin einen Einzeltitel im Radsport gewann. Auch dieser Doppelsieg von zwei chinesischen Fahrerinnen war ein Novum.
Gemeinsam mit Zhong errang Lin weitere Erfolge im Teamsprint: 2018 wurde sie Asienspielesiegerin und entschied den Lauf des Weltcups in London für sich, 2019 wurde sie Asienmeisterin im 500-Meter-Zeitfahren sowie im Teamsprint (mit Zhong Tianshi). Beim Weltcup in Hongkong waren die beiden Fahrerinnen ebenfalls gemeinsam erfolgreich.

## Erfolge
2010
- Weltmeisterschaft – Teamsprint (mit Gong Jinjie)
- Bahnrad-Weltcup in Peking – Teamsprint (mit Gong Jinjie)
- Asienspiele – Sprint
- Asienmeisterin – Teamsprint (mit Gong Jinjie)

2011
- Weltmeisterschaft – Teamsprint (mit Gong Jinjie und Guo Shuang)
- Bahnrad-Weltcup in Peking – Teamsprint (mit Gong Jinjie)
- Asienmeisterin – Teamsprint (mit Gong Jinjie)
- Asienmeisterschaft – Sprint

2013
- Ostasienspiele – Sprint

2014
- Weltmeisterschaft – Teamsprint (mit Zhong Tianshi)
- Weltmeisterschaft – Sprint
- Bahnrad-Weltcup in Guadalajara – Sprint, Teamsprint (mit Zhong Tianshi)
- Asienspiele – Sprint
- Asienmeisterin – Sprint, Teamsprint (mit Zhong Tianshi)

2015
- Bahnrad-Weltcup in Cali – Keirin
- Asienmeisterschaft – Sprint

2016
- Weltmeisterschaft – Sprint
- Bahnrad-Weltcup in Hongkong – Scratch
- Asienmeisterin – Sprint

2017
- Chinesische Meisterin – 500-Meter-Zeitfahren

2018
- Asienspielesiegerin – Teamsprint (mit Zhong Tianshi)
- Weltcup in London – Teamsprint (mit Zhong Tianshi)

2019
- Asienmeisterin – 500-Meter-Zeitfahren, Teamsprint (mit Zhong Tianshi)
- Weltcup in Hongkong – Teamsprint (mit Zhong Tianshi)
- Chinesische Meisterin – Teamsprint (mit Zhong Tianshi)